# 1169 Alwine
1169 Alwine è un asteroide della fascia principale. Scoperto nel 1930, presenta un'orbita caratterizzata da un semiasse maggiore pari a 2,3198120 UA e da un'eccentricità di 0,1536302, inclinata di 4,04742° rispetto all'eclittica.
L'origine del suo nome è sconosciuta.